# Det vita baneret
Det vita baneret är en amerikansk dramafilm från 1938 i regi av Edmund Goulding. Filmen är baserad på romanen White Banners från 1936 av Lloyd C. Douglas. Fay Bainter Oscarnominerades för sin roll i filmen.

## Rollista
- Claude Rains - Paul Ward
- Fay Bainter - Hannah
- Jackie Cooper - Peter Trimble
- Bonita Granville - Sally Ward
- Henry O'Neill - Sam Trimble
- Kay Johnson - Marcia Ward
- James Stephenson - Thomas Bradford
- J. Farrell MacDonald - Dr. Thompson
- Edward Pawley - Bill Ellis
- John Ridgely - Charles Ellis
- Mary Field - Hester